# Orbity silnie eliptyczne

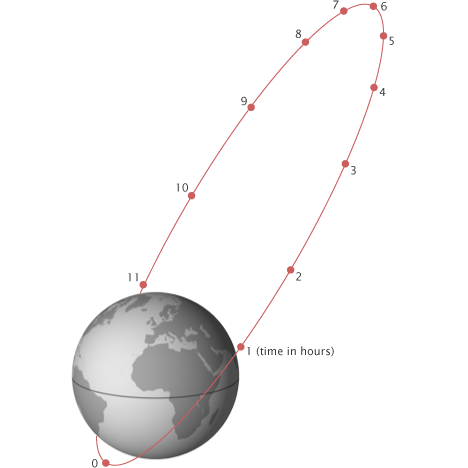
Orbita typu „Mołnia”. Czerwone kropki oznaczają pozycje satelity na orbicie co godzinę.

Orbity silnie eliptyczne (ang. Highly Elliptical Orbits – HEO) – eliptyczne orbity okołoziemskie, mające perygeum na wysokości od ok. 500–1000 km nad powierzchnią Ziemi, a apogeum na wysokości powyżej 35 786 km. Orbity te mają zwykle kąt inklinacji od 50 do 70°, przy czym najczęściej wybieranym kątem jest ok. 63,4°, przy którym linia apsyd pozostaje nieruchoma.

## Przykładowe parametry orbit silnie eliptycznych
|                                     | Perygeum [km] | Apogeum [km] | Inklinacja | Okres obiegu                 |
| ----------------------------------- | ------------- | ------------ | ---------- | ---------------------------- |
| Cluster II                          | 17 200        | 120 500      | 90,7°      | 3420 min                     |
| Advanced Composition Explorer (ACE) | 179           | 1 256 758    | 28,7°      | 1398 godz. (58,25 d)         |
| Mołnia                              | 495           | 39 587       | 62,8°      | 11h 57' 45"                  |
| Tundra                              |               |              | 63,4°      | 23h 56' 04” (doba gwiazdowa) |